# Noć knjige
Noć knjige je hrvatska nacionalna kulturna manifestacija posvećena knjigama pokrenuta 2012. godine. Cilj projekta je potaknuti kulturu čitanja i uvažavanja knjige kao civilizacijskog i kulturnog dosega te dati poticaj razgovoru o statusu i važnosti knjige u suvremenom društvu. Povod za to su Svjetski dan knjige i autorskih prava (23. travnja) i Dan hrvatske knjige (22. travnja).
Svako izdanje Noći knjige ima svoju temu. U Noći knjige sudjeluju osnovne i srednje škole, dječji vrtići, knjižare, narodne knjižnice i brojni antikvarijati, nakladnici, fakulteti, učenički domovi, domovi za starije, muzeji, bolnice i dr.
Organizatori Noći knjige su: Zajednica nakladnika i knjižara Hrvatske gospodarske komore, Nacionalna i sveučilišna knjižnica u Zagrebu, Knjižnice grada Zagreba, Moderna vremena – portal za knjigu i kulturu, Udruga za zaštitu prava nakladnika – ZANA, Knjižni blok – Inicijativa za knjigu te Hrvatska udruga školskih knjižničara. Manifestacija se održava uz podršku Ministarstva kulture i medija Republike Hrvatske.
Slična manifestacija Svjetska noć knjige organizira se svake godine u Engleskoj i Walesu 23. travnja.

## Vanjske poveznice
- Službena internetska stranica Noći knjige